# 碘化鉛
碘化鉛（化學式：PbI2），是鉛最常見的碘化物。在室溫下為黃色固體，經加熱後會變為磚紅色。在水中溶解度低，但可溶於熱水。

## 製備
將硝酸鉛水溶液與碘化鉀水溶液混合後，即產生碘化鉛沉澱與硝酸鉀水溶液：
Pb(NO3)2 + 2 KI → PbI2 ↓ + 2 KNO3
碘化鉛也可藉由將鉛與氫碘酸反應製得：
Pb + 2 HI → PbI2 ↓ + H2 ↑